# Jurisprudência sociológica
A jurisprudência sociológica é uma das mais importantes escolas de pensamento jurídico do século XX. Seu principal proponente nos Estados Unidos foi Roscoe Pound (1870-1964), um escritor notável que foi reitor da Escola de Direito Harvard entre 1916 a 1936. Vários outros educadores e juízes também contribuíram em graus variados para a teoria ou prática da jurisprudência sociológica. Eles incluíam cinco ex-membros da Suprema Corte – Oliver Wendell Holmes, Louis d. Brandeis, Harlan Fiske Stone, Benjamin N. Cardozo e Felix Frankfurter. Embora os pensamentos desses juristas fossem tudo menos uniformes, eles compartilhavam várias atitudes e ideias importantes.

## Conceito
O termo "jurisprudência sociológica" foi cunhado pelo jurista americano Roscoe Pound (1870-1964) para descrever sua abordagem à compreensão do direito. Elementar à concepção de Pound era a ideia muito sugestiva de que nas sociedades modernas o direito representa o principal meio pelo qual os interesses divergentes são trazidos para algum tipo de alinhamento uns com os outros. Infelizmente, talvez por ser um jurista e não um sociólogo, ele não combinou essa concepção perspicaz com uma compreensão desenvolvida de como esses interesses foram formados e por que alguns deles passaram a ser privilegiados em relação a outros dentro do sistema jurídico. Um relato sociologicamente informado do trabalho de Pound, que o coloca no contexto do desenvolvimento histórico da sociologia do direito, pode ser encontrado na obra O Movimento Sociológico no Direito,   (Alan Hunt, The Sociological Movement in Law, 1978).

## O movimento da jurisprudência sociológica
O movimento por uma jurisprudência sociológica surgiu durante a era progressista nos Estados Unidos da América (1890-1920). Pound interpretou-o como o "movimento pelo pragmatismo como filosofia do direito", cujo objetivo era facilitar a reforma jurídica e o progresso social. Embora a mudança legal deva ocorrer sob a liderança de advogados, a agenda da jurisprudência sociológica não se concentrou em mudanças nas instituições jurídicas. Em vez disso, enfatizou a reforma das concepções predominantes do estudo, interpretação e aplicação do direito.
Essa ênfase refletia um diagnóstico particular dos problemas do sistema jurídico americano no início do século XX. Esses problemas incluíam hostilidade judicial às leis destinadas a proteger os trabalhadores, que os tribunais muitas vezes interpretavam de forma restrita ou consideravam inconstitucionais. As decisões da Suprema Corte que aplicam a doutrina do devido processo legal substantivo (direito processual) são um exemplo clássico dessa tendência. Os defensores da jurisprudência sociológica atacaram essa resposta judicial à legislação social, que atribuíram a vários fatores. Uma foi o isolamento do estudo do direito das ciências sociais. Essa condição supostamente fomentava um desconhecimento das realidades e necessidades sociais que contribuíam para decisões injustas. "A menos que conheçamos os fatos sobre os quais os legisladores podem ter agido", apontou o juiz Brandeis no caso "Burns Baking Co. vs. Bryan" (1924).
Pound sustentou que outro fator que contribuiu para as decisões judiciais que obstruíram o progresso social foi a jurisprudência mecânica (interpretação mecânica ou literal) ou a dedução rígida das decisões de princípios estabelecidos sem levar em conta seus efeitos práticos. Ele argumentou que esse tipo de raciocínio silogístico não apenas obscurecia a ampla gama de escolhas dos juízes na seleção de premissas, mas também contribuía para sua intolerância às leis que limitavam a liberdade de contrato. A atitude muito diferente do juiz Holmes foi uma das razões pelas quais os defensores da jurisprudência sociológica o tinham em tão alta estima.

## Mudança na interpretação jurídica
Essas críticas foram a base dos objetivos de reforma características da jurisprudência sociológica. Um objetivo fundamental foi o desenvolvimento de uma melhor compreensão factual dos efeitos práticos dos preceitos e instituições legais. Benjamin Cardozo propôs um Ministério da Justiça que estudaria e observaria a "lei em ação". Em "The Living Law" (O direito vivo) Brandeis recomendou "uma educação mais ampla... continuada por advogado e juiz ao longo da vida: estudo de economia e sociologia e política que incorporam os fatos e apresentam os problemas de hoje".
Essa ideia condicionou fortemente a diretiva incomum de Brandeis no caso Muller vs. Oregon (1908), uma abordagem que Brandeis e outros juristas como Felix Frankfurter usaram em vários casos subsequentes. Apenas duas das 113 páginas deste escrito apresentavam o tipo tradicional de argumentação legal, enquanto o resto consistia em grande parte em evidências factuais dos efeitos negativos sobre as mulheres de horas excessivas de trabalho. Brandeis argumentou que esses dados mostravam que a Legislação do Oregon, que limitava as horas de trabalho das mulheres a dez por dia, era uma limitação razoável da liberdade de contrato. Seu argumento impressionou favoravelmente os ministros, que por unanimidade defenderam a lei.
A motivação para o abandono da "jurisprudência mecânica" era uma abordagem mais pragmática (realista) da tomada de decisão judicial. Ninguém expressou melhor essa ideia do que Cardozo, que insistiu que a lei é um meio para o fim do "bem-estar social" ou da "justiça social". Ele argumentou que os juízes deveriam interpretar as limitações constitucionais gerais para servir a esse fim. A mudança de significado da palavra "liberdade" nas cláusulas do devido processo da quinta e décima quarta emenda é um exemplo. Crenças semelhantes condicionaram a sugestão de Frankfurter de que o direito constitucional "em sua relação com a legislação social é... mas política aplicada, usando a palavra em seu sentido nobre".
Essas ideias refletiam uma justificável insatisfação com o conteúdo do direito constitucional americano no início deste século. A adequação do diagnóstico e das reformas dos juristas sociológicos para esses males é outra questão. Para começar, eles tendiam a exagerar o significado causal da "jurisprudência mecânica" e a ignorância judicial das necessidades sociais.
Nenhum desses fatores normalmente influencia as decisões reais dos juízes ou suas escolhas de premissas tanto quanto suas preferências ou atitudes políticas. Além disso, juízes conservadores podem (e usaram) o "método da sociologia" de Cardozo para seus próprios propósitos. Afinal, “bem-estar social” e “justiça social” estão sujeitos a uma multiplicidade de interpretações. Em alguns casos a maioria dos Ministros invalidou leis defendidas por um "evidências de ciências sociais como no caso Brown vs. Conselho de Educação (1954) ilustram essa tendência. Finalmente, os cientistas sociais muitas vezes discordam sobre a interpretação dos fatos ou suas implicações para as políticas públicas.
Dizer isso não significa que o valor da jurisprudência sociológica fosse desprezível. Sua maior contribuição para o direito constitucional foi que serviu como uma força positiva para a defesa da legislação social. Se sua eficácia nesse sentido foi limitada, pelo menos deu suporte para juízes inclinados a considerar tal legislação constitucional. Além disso, o conhecimento dos efeitos reais dos preceitos e instituições legais é essencial para avaliações informadas dos mesmos. A convocação da jurisprudência sociológica para estudos desses efeitos foi, assim, um passo na direção certa.